# Мирославль
Мирославль (укр. Мирославль) — село на Украине, находится в Барановском районе Житомирской области.
Код КОАТУУ — 1820680403. Население по переписи 2001 года составляет 506 человек. Почтовый индекс — 12735. Телефонный код — 4144. Занимает площадь 24,211 км².

## Экономика
В селе находится сельскохозяйственный кооператив «Новый путь».

## Адрес местного совета
12734, Житомирская область, Барановский р-н, с.Берестовка